# Aristillo
Aristillo (in greco antico: Ἀρίστυλλος?, Arístyllos; Samo, 320 a.C. circa – 260 a.C. circa) è stato un astronomo greco antico vissuto tra il IV e il III secolo a.C., che, in collaborazione con Timocari, compilò il primo catalogo stellare del mondo occidentale, successivamente utilizzato per scoprire la precessione degli equinozi.

## Biografia
Aristillo, così come Timocari, lavorò presso la Biblioteca di Alessandria, distinguendosi nello stilare la posizione delle stelle e dei pianeti facendo uso di strumenti graduati. I dati del catalogo stellare vennero utilizzati, circa 150 anni dopo, da Ipparco di Nicea per scoprire la precessione degli equinozi, confrontando le sue rilevazioni sulla posizione delle stelle con quelle ottenute da Aristillo e Timocari. Anche Tolomeo fece uso dei loro dati per dedurre la sua teoria sui movimenti dei pianeti.
Ha dato il suo nome all'omonimo cratere lunare.